# Pedro Franscisco da Costa Alvarenga
Pedro Franscisco da Costa Alvarenga, född 1806, död 14 juli 1883, var en portugisisk läkare och donator, född i Brasilien.

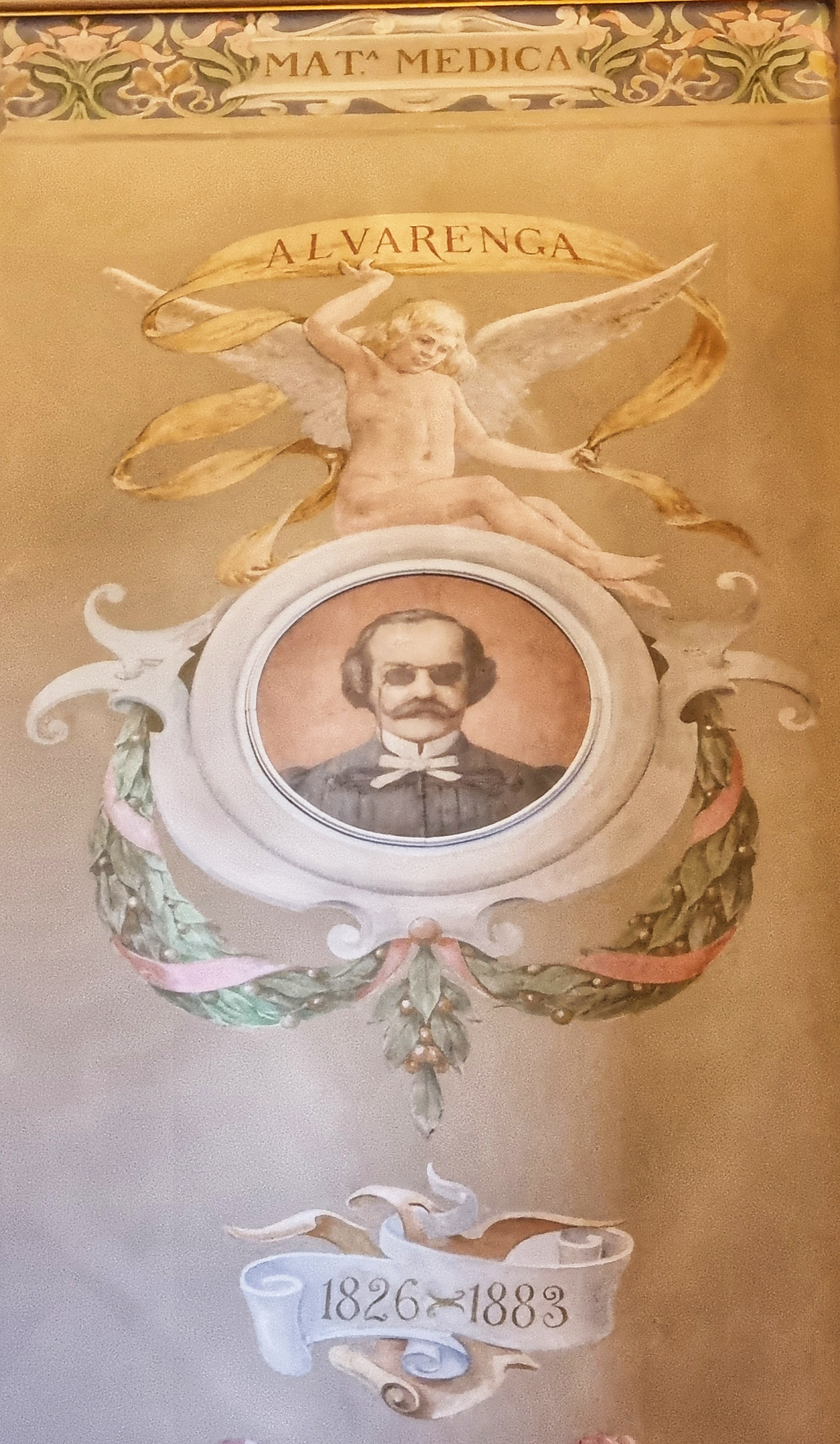
Portrait of Pharmacologist Pedro Franscisco da Costa Alvarenga at NOVA medical school in Lisbon, Portugal.

Alvarenga testamenterade omkring 18 000 kronor till en prisfond hos Svenska Läkaresällskapet som han var ledamot av. Avkastningen ur denna fond utdelas årligen på testators dödsdag som belöning för ett vetenskapligt arbete till en av sällskapets medlemmar. (Alvarengas pris.)